# Chucho el remendado
Chucho el remendado es una película de comedia mexicana de 1952 dirigida por Gilberto Martínez Solares y protagonizada por Germán Valdés «Tin-Tan», Alicia Caro y Perla Aguiar. Es la secuela de la película del mismo año, El Ceniciento, y una parodia de la historia del famoso bandido mexicano Chucho el Roto. La escenografía del interior de la casa donde habitan Valentín y Magdalena es la misma que apareció por primera vez en dicha película.
"Chucho el Remendado" es una comedia llena de humor y situaciones inesperadas, donde Tin-Tan muestra su talento para interpretar a un personaje carismático y multifacético, atrapado entre su vida pasada y su deseo de cambiar por el bien de su familia.

## Argumento
Valentín Gaytán (Germán Valdés "Tin-Tan") es un chamula que ahora vive en la Ciudad de México con su esposa aristócrata Magdalena (Alicia Caro) y su hijo. Aparentemente llevan una vida tranquila y acomodada, gracias al dinero de Magdalena. Sin embargo, Valentín lleva una doble vida: En el bajo mundo es conocido como Aniceto Ugartechea, un "ladrón fantasma" responsable de una serie de robos, incluyendo el de las joyas de las invitadas a una reunión organizada por él y su esposa.
Valentín está enredado con Margot (Perla Aguiar), una cantante de cabaret quien es su cómplice en los robos. Aunque disfruta de su vida delictiva, Valentín empieza a sentirse culpable y decide cambiar de vida para proteger a su familia. Sin embargo, Margot no está dispuesta a dejarlo ir tan fácilmente. Enfurecida y buscando venganza, se infiltra en la casa de Valentín como su sirvienta y le da un ultimátum: tiene 24 horas para divorciarse de Magdalena, o de lo contrario, Margot amenaza con matar a su esposa y a su hijo.
Valentín se encuentra en una situación desesperada, tratando de encontrar una forma de proteger a su familia y deshacerse de Margot sin revelar su verdadera identidad ni sus crímenes. A partir de ello, Valentín enfrenta una serie de enredos y situaciones cómicas mientras intenta resolver el dilema en el que se encuentra. La tensión aumenta a medida que el plazo de 24 horas se acerca, y Valentín debe usar todo su ingenio y recursos para salvar a su familia y redimirse.

## Reparto
- Germán Valdés «Tin-Tan» como Valentín Gaytán/Aniceto Ugartechea «Cheto», ladrón fantasma.
- Alicia Caro como Magdalena.
- Perla Aguiar como Margot.
- Marcelo Chávez como Marcelo.
- Juan García como detective.
- Tito Novaro como Marcelito.
- Magda Donato como Sirenia.
- Queta Lavat como Beatriz.
- Lucrecia Muñoz como Lupe, sirvienta de Beatriz.
- Pedro D'Aguillón como Horacio.
- Bertha Lehar como Discípula de tango.
- Georgina González como Amiga de Beatriz.
- Raquel Muñoz como secretaria.
- Eduardo Alcaraz como Amante de Margot.
- Enrique Zambrano como Cómplice de Valentin.
- Manuel Trejo Morales como Invitado a reunión.
- Yolanda Montes «Tongolele» como bailarina.
- Victorio Blanco como Invitado.
- Josefina Burgos como Amiga de Beatriz.
- Carmen Cabrera como Clienta del profesor.
- Víctor Manuel Castro como bailarín.
- Fernando Curiel como Ramírez.
- Francisco Ledesma como Sr. Yáñez.
- Josefina Leiner como amiga de Beatriz.
- Elvira Lodi como discípula de vals.
- Manuel Noriega como sacerdote.
- José Ortega como mesero.
- Ignacio Peón como invitado a reunión.
- María Valdealde como madre de Beatriz.
- Manuel «El Loco Valdés» como Bailarín.
- Hernán Vera como Cocinero.